# San Raffaele Cimena
}
San Raffaele Cimena är en ort och kommun i storstadsregionen Turin, innan 2015 provinsen Turin, i regionen Piemonte, Italien. Kommunen hade 3 102 invånare (2017).